# Gibson ES-335
Gibson ES-335 je první, dnes již legendární sériově vyráběná pololubová kytara. První kusy byly vyrobeny v roce 1958 jako série ES (Elektrické španělky). Kytara je osazena dvěma snímači typu Humbucker. Některé modely jsou též vybavené dvojzvratným tremolem.
Až do roku 1952 Gibson vyráběl jen lubové kytary, které jsou při větším zesílení náchylné ke zpětné vazbě. Roku 1958 bylo představeno několik modelů s masivním tělem, které měly mnohem lepší odolnost vůči zpětné vazbě, avšak postrádaly teplejší tón jak tomu bylo u lubových nástrojů. Jako reakce na tenhle fakt vznikla kytara ES-335, která má být kompromisem mezi masivním a lubovým tělem: teplejší tón než nástroj s plným tělem a téměř nulová zpětná vazba. Středem těla prochází blok masivního dřeva jenž je doplněn o boční luby. Luby jsou duté, a na vrchní desce jsou vyřezány dva otvory ve tvaru písmene f (tzv. efa).

## Umělci
Umělci, kteří hráli na tento model kytary:
- Alex Lifeson
- Alvin Lee
- B. B. King
- Dave Grohl
- Dennis Coffey
- Eric Clapton
- Eric Johnson
- Johnny Marr
- John McLaughlin
- Chuck Berry
- Larry Carlton
- Ritchie Blackmore
- Sheryl Crow
- The Edge
- Tal Farlow
- Slash